# Bihari Ákos
Bihari Ákos, született Silbermann Ábrahám (Nagyvárad, 1873. december 26. – Budapest, Erzsébetváros, 1924. február 15.) drámai színész és szavalóművész, színigazgató.

## Életútja
Silbermann Ignác kereskedő és Blumenfeld Róza fiaként született. A színészakadémiát elvégezve, 1892. január 6-án lépett a színipályára, Mátyás diák, vagy a cinkotai nagy itce című népszínműben, Debrecenben, Leszkay Andrásnál (más forrás szerint Rakodczay Pálnál). Innen Kolozsvárra szerződött, majd a Vígszínházhoz. Budapestről később Szegedre ment, 1905. július 28-ától egy rövid ideig igazgatója volt a kecskeméti Katona József Színháznak. Az 1910-es évek elején önálló műsora volt, amivel bejárta az országot. 1914 májusában mint vendég fellépett a Nemzeti Színházban a Monna Vannaban, 1921-ben meghívták a Nemzeti Színházhoz. Sas Edével együtt Bolond Istók címmel operaszöveget írt Szabados Béla zenéjére. Bemutatta 1922. december 22-én a Városi Színház.
Házastársa Szekula Aranka (1875–1930) volt, akivel 1906. május 17-én Szegeden kötött házasságot.

## Fontosabb szerepei
- Bánk bán (Katona József)
- Edgar (Shakespeare: Lear király)
- Tell Vilmos (Schiller)
- Féja Dávid (Fényes S.: Kurucz Féja Dávid)
- Szatyin (Gorkij: Éjjeli menedékhely)
- Viola (Szigeti József: Viola, az alföldi haramia)
- Csonka Márton (Csepreghy Ferenc: Sárga csikó)
- Cyrano (Rostand: Cyrano de Bergerac)
- Radnóthy Kálmán (Kampis J.: Radnóthyné)
- Helmer (Ibsen: Nóra)
- Csongor (Vörösmarty Mihály: Csongor és Tünde)
- Tasnády (Szécsy F.: Utazás az özvegy felé)
- Pataki Ákos (Beöthy László: Fölösleges férjek)

## Működési adatai
1892–94: Rakodczay Pál; 1894–95: Leszkay András; 1895–96: Krecsányi Ignác; 1896–99: Somogyi Károly; 1899–1900: Kolozsvár; 1900–02: Vígszínház; 1902–05: Janovics Jenő; 1908–09: Baróthy Rezső; 1909–10: Vígszínház; 1919–20: Debrecen.